# 9519 Jeffkeck
9519 Jeffkeck è un asteroide della fascia principale. Scoperto nel 1978, presenta un'orbita caratterizzata da un semiasse maggiore pari a 2,5673873 au e da un'eccentricità di 0,0828133, inclinata di 4,50295° rispetto all'eclittica.